# Il diario di Carlotta
Il diario di Carlotta (El diario de Carlota) è un film del 2010 diretto da José Manuel Carrasco. 
Il film, basato su un romanzo di Gemma Lienas, è stato presentato il 23 luglio 2010 in Spagna.

## Trama
Carlotta ha 16 anni ed è innamorata di un atleta di nome Oriol ma scopre il sesso con Sergio, il genero che tutte le mamme vorrebbero per le loro figlie.
Carlotta è un disastro, ma né i suoi genitori (che si stanno separando), né le sue migliori amiche Elisa e Mireia possono aiutarla; tra le altre cose, perché Elisa si maschera da ragazzo in modo da poter essere vicina a Lucas, di cui è follemente innamorata e perché Mireia ha deciso di sedurre Oriol, tradendo così la sua migliore amica.
Carlotta ha una vita folle: viene salvata da un comando di vigili del fuoco; vince un concorso di judo senza avere la ben che minima idea delle arti marziali e i test di gravidanza vengono eseguiti con l'aiuto di un cane. Cose normali che di solito accadono a un adolescente.